# سواد روایت
سواد روایت  (چاپ ششم) کتابی به نویسندگی اچ. پورتر ابوت است که توسط رؤیا پورآذر و نیما م. اشرفی ترجمه شده و چاپ نخست آن سال ۱۳۹۸ توسط نشر اطراف به زبان فارسی منتشر شد. این کتاب در زمینه نقد ادبی (نظریه‌ها و کاربردهای روایت) بوده و در زمستان ۱۳۹۸ در فهرست نامزدهای دریافت جایزه‌ی کتاب سال شد.
کتاب سواد روایت  به عنوان  کتاب شایسته تقدیر در سی و هفتمین دوره کتاب سال ایران  کتاب سال ایران  معرفی شد. 

## حواشی ترجمه‌ی کتاب در ایران
بنا بر یادداشت مترجم کتاب (نیما م. اشرفی) در سایت گودریدز، این کتاب تحت قراردادی غیرمنصفانه ترجمه و منتشر شده است و به همین دلیل مترجم قرارداد انتشار این کتاب را در سال ۱۴۰۳ در ایران فسخ و از انتشار آن جلوگیری کرده است. طبق گفته‌ی او ویراست جدید (ویراست سوم) این کتاب با ترجمه‌ای جدید به بازار خواهد آمد.